# 306 Unitas
306 Unitas هو كويكب، يقع ضمن حزام الكويكبات . اكتشف في 1 مارس 1891 .

## روابط خارجية
- 306 Unitas في قاعدة بيانات مختبر الدفع النفاث لأجرام النظام الشمسي الصغيرة

- الاكتشاف · مخطط المدار ·  العناصر المدارية · المعلمات المادية

- 306 Unitas على موقع ويكي سكاي: DSS2, SDSS, GALEX, IRAS, Hydrogen α, X-Ray, Astrophoto, Sky Map, Articles and images